# Новик, Евгений Константинович
Евгений Константинович Новик (бел. Яўгеній Канстанцінавіч Новік; род. 17 августа 1939) — советский и белорусский историк, педагог. Доктор исторических наук (1989), профессор (1991).

## Биография
Родился в деревне Раховец (бывш. Копиеевка, ныне — Новогрудский район, Гродненская область, Белоруссия). Окончил Минский педагогический институт (1962). В 1989 году защитил докторскую диссертацию. 
С 1962 года работал учителем, преподавал в Новогрудском торгово-экономическом техникуме. С 1970 года — в Минском педагогическом институте, Минском институте культуры, Республиканском межотраслевом институте повышения квалификации руководящих работников и специалистов отраслей народного хозяйства. 
С 1989 по 2013 годы был заведующим кафедрой гуманитарных дисциплин Белорусского государственного университета информатики и радиоэлектроники, в настоящее время работает профессором на этой кафедре.

## Научная и педагогическая деятельность
Занимается исследованием истории политических партий, организаций и движений Беларуси, проблемы становления народного образования Беларуси, вопросов новейшей истории Беларуси, методики преподавания истории в высшей и средней школы.